# Peugeot 403

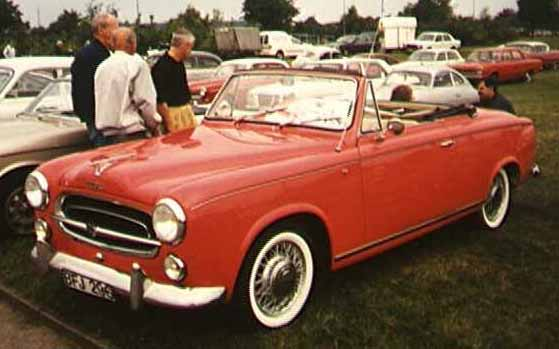
Peugeot 403 cabriolet.

Peugeot 403 är en mellanklassbil från Peugeot lanserad 1955. För designen stod italienska Pininfarina. Drivlinan består av tre utbud av raka 4:or, 4-stegs manuell växellåda och bakhjulsdrift.
Motorn hade hemisfäriska förbränningsrum vilket gav bättre och renare förbränning än tidigare modeller. Karossutbudet bestod av en 4-dörrars sedan, en 2-dörrars pickup, en femdörrars kombi, en femdörrars familjesedan och en cabriolet. Produktionen lades ner 1966. Uppföljaren modell 404 kom redan 1960 och 403 tillverkades parallellt med denna nya. 

## Specifikationer
- Mått och vikt
  - Längd: 447 cm
  - Bredd: 167 cm
  - Hjulbas: 267 cm
  - Vänddiameter: 9,5 m
  - Tjänstevikt: 1130 kg (sedan)
  - Totalvikt: 1580 kg (sedan)
  - Bränsletank: 50 liter
- Prestanda
  - Toppfart: 130 km/h (1,5-liter)
  - Acceleration 0-80km/h: 15,0 s (1,5-liter)
- Motor
  - Typ: 4-cyl radmotorer
  - Volym: 1,3, 1,5-liters bensin och 1,8-liters diesel
  - Effekt: 1,3: 54 hk SAE, 1,5-liter:65 hk SAE, Diesel 55 hk SAE
  - Vridmoment: 1,5 hade 11,7 kpm

## I filmens värld
Den amerikanska TV-deckaren Columbo rattade en Peugeot 403 cabriolet.